# Shiga Kiyoshi

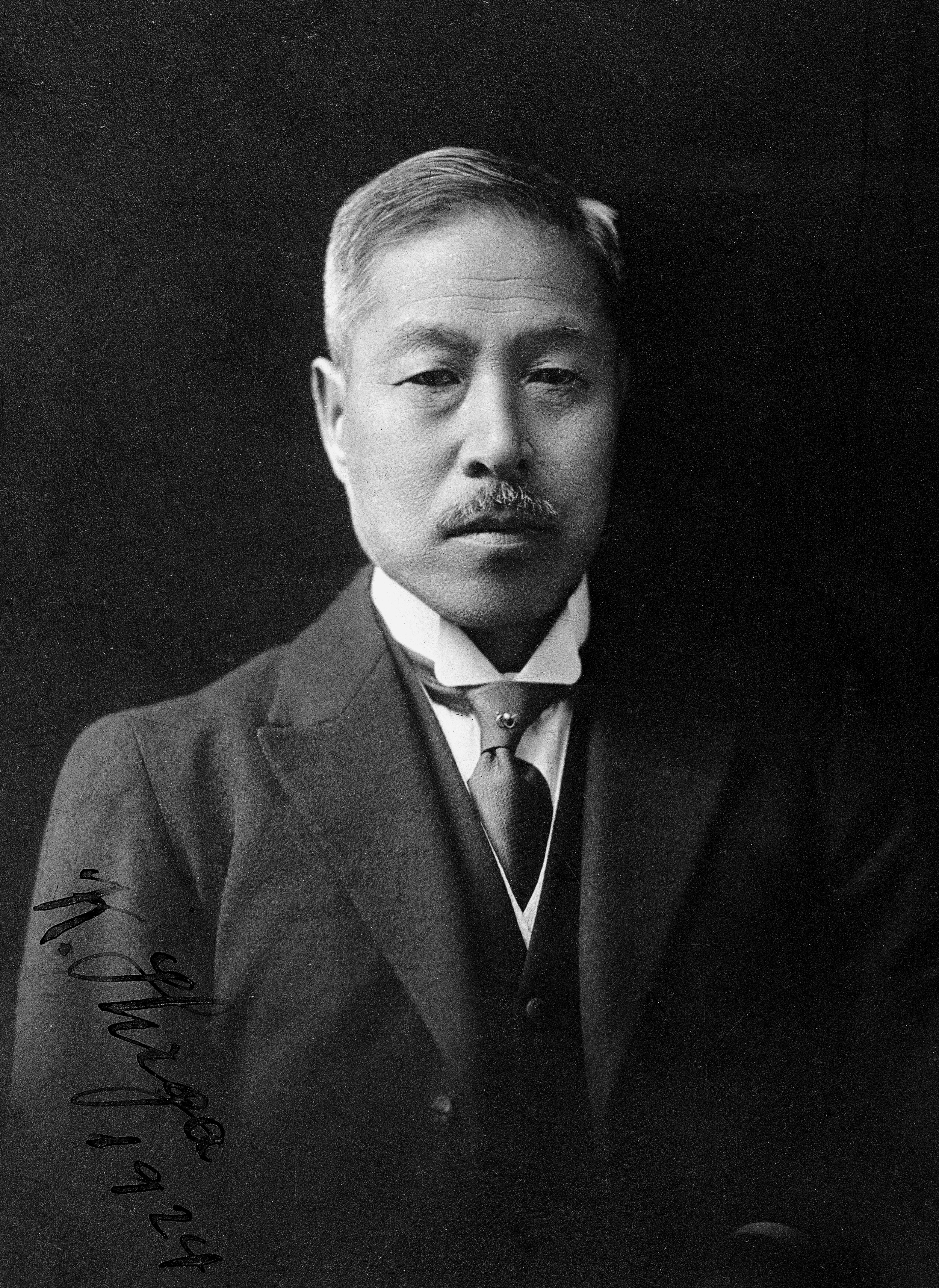
Kiyoshi Shiga

Shiga Kiyoshi (japanisch 志賀 潔; * 7. Februar 1871 (Meiji 3/12/18) in Sendai; † 25. Januar 1957 in Tokio) war ein japanischer Arzt und Bakteriologe. Er entdeckte 1897 das später nach ihm benannte Bakterium Shigella dysenteriae, den Erreger einer als Bakterienruhr bezeichneten Durchfallerkrankung.

## Leben
Kiyoshi Shiga wurde 1871 als Sohn der Samurai-Familie Satō vom ehemaligen Klan der Sendai geboren und wurde mit 16 Jahren von Tasuki Shiga adoptiert. Er studierte von 1892 bis 1896 Medizin an der Universität Tokio, wo er 1896 zum Igakushi promoviert wurde. Bereits während seines Studiums arbeitete er bei dem Mikrobiologen Shibasaburo Kitasato, der später das Bakterium Clostridium tetani isolierte, den Erreger der Tetanus. Nach dem Ende seines Studiums blieb Shiga am Forschungsinstitut für Infektionskrankheiten der Universität Tokio. Im Jahr 1897 entdeckte er hier im Darmschleim ruhrkranker Menschen den zunächst als Bacillus dysenteriae bezeichneten Erreger der auch Dysenterie genannten Durchfallerkrankung Bakterienruhr. Unabhängig von Kiyoshi beschrieb der deutsche Mediziner Walther Kruse ebenfalls den Erreger der Dysenterie und es kam zu einer Prioritätenstreitigkeit. Zwei Jahre später wurde Shiga Kiyoshi am Institut in Tokio Laborleiter, im Jahr 1900 entwickelte er ein Antiserum gegen Dysenterie.
Von 1901 bis 1903 war er in Deutschland bei dem späteren Nobelpreisträger Paul Ehrlich tätig. In dieser Zeit hielt er sich auch in Heidelberg bei Albrecht Kossel auf und studierte bei diesem. Nach seiner Rückkehr nach Japan arbeitete er erneut im Tokioter Institut bei Kitasato Shibasaburo, 1905 erhielt er den Titel Igaku Hakushi (Doktor der Medizin). Im Jahr 1920 wurde er Professor für Bakteriologie an der Kaiserlichen Universität Keijō in Keijō. Von 1929 bis 1931 war er Präsident der Universität und medizinischer Berater des japanischen Generalgouverneurs für die damalige japanische Provinz Chōsen. Anschließend kehrte er erneut nach Tokio zurück, wo er bis zu seinem Tod blieb. Häufig zog er sich auch in sein Landhaus bei Sendai zurück. Kiyoshi starb 1957 in Tokio.

## Wissenschaftliches Wirken
Die Forschungsinteressen von Kiyoshi Shiga umfassten neben der Dysenterie auch weitere bakterielle Infektionskrankheiten wie die Lepra und die Tuberkulose. Darüber hinaus beschäftigte er sich mit der zum Beginn des 20. Jahrhunderts noch als Infektionskrankheit angesehenen Erkrankung Beriberi, für die der niederländische Hygieniker Christiaan Eijkman später einen Vitaminmangel als Ursache erkannte. Seine Veröffentlichungen, zu denen ein zweibändiges Werk zur klinischen Bakteriologie zählte, hatten wesentlichen Einfluss auf die medizinische Forschung und Lehre in seinem Heimatland.

## Würdigung und Erinnerung
Zu Ehren von Kiyoshi Shiga erhielt der von ihm entdeckte Dysenterie-Erreger später den Namen Shigella dysenteriae, ebenso wurden die zugehörige Bakteriengattung Shigella sowie die von diesen Bakterien produzierten Shiga-Toxine nach ihm benannt. Die durch Shigellen hervorgerufene Durchfallerkrankung wird dementsprechend auch als Shigellose bezeichnet. Von der Japanischen Gesellschaft für Chemotherapie wird jedes Jahr ein nach Kiyoshi Shiga und Sahachiro Hata benannter Preis verliehen. 1927 wurde Kiyoshi Shiga in die Deutsche Akademie der Naturforscher Leopoldina aufgenommen. Er erhielt außerdem 1944 den japanischen Kulturorden und 1957 postum den Orden des Heiligen Schatzes.